# Kaiki

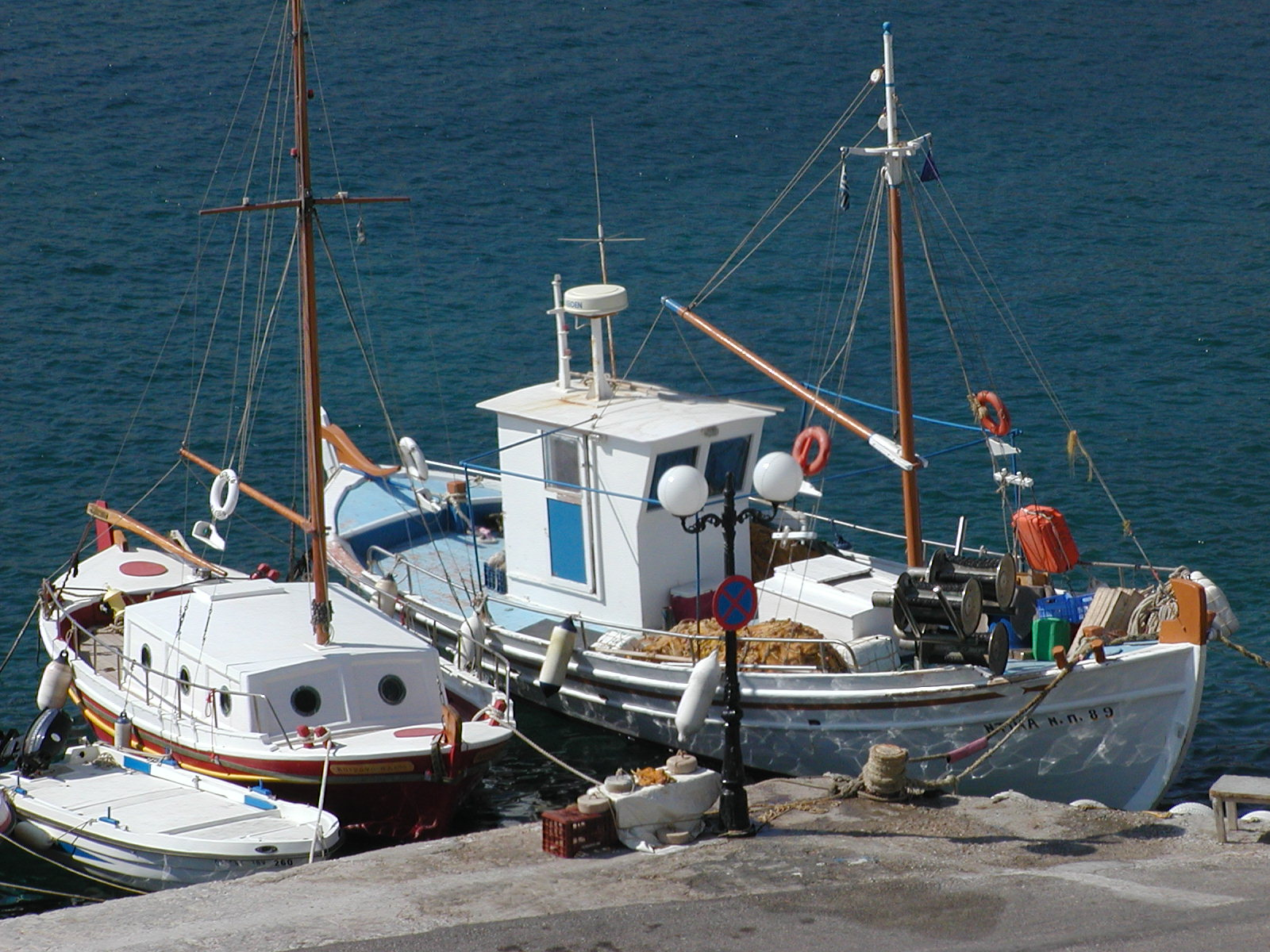
Ein typisches Kaiki (rechts) im Hafen von Folegandros

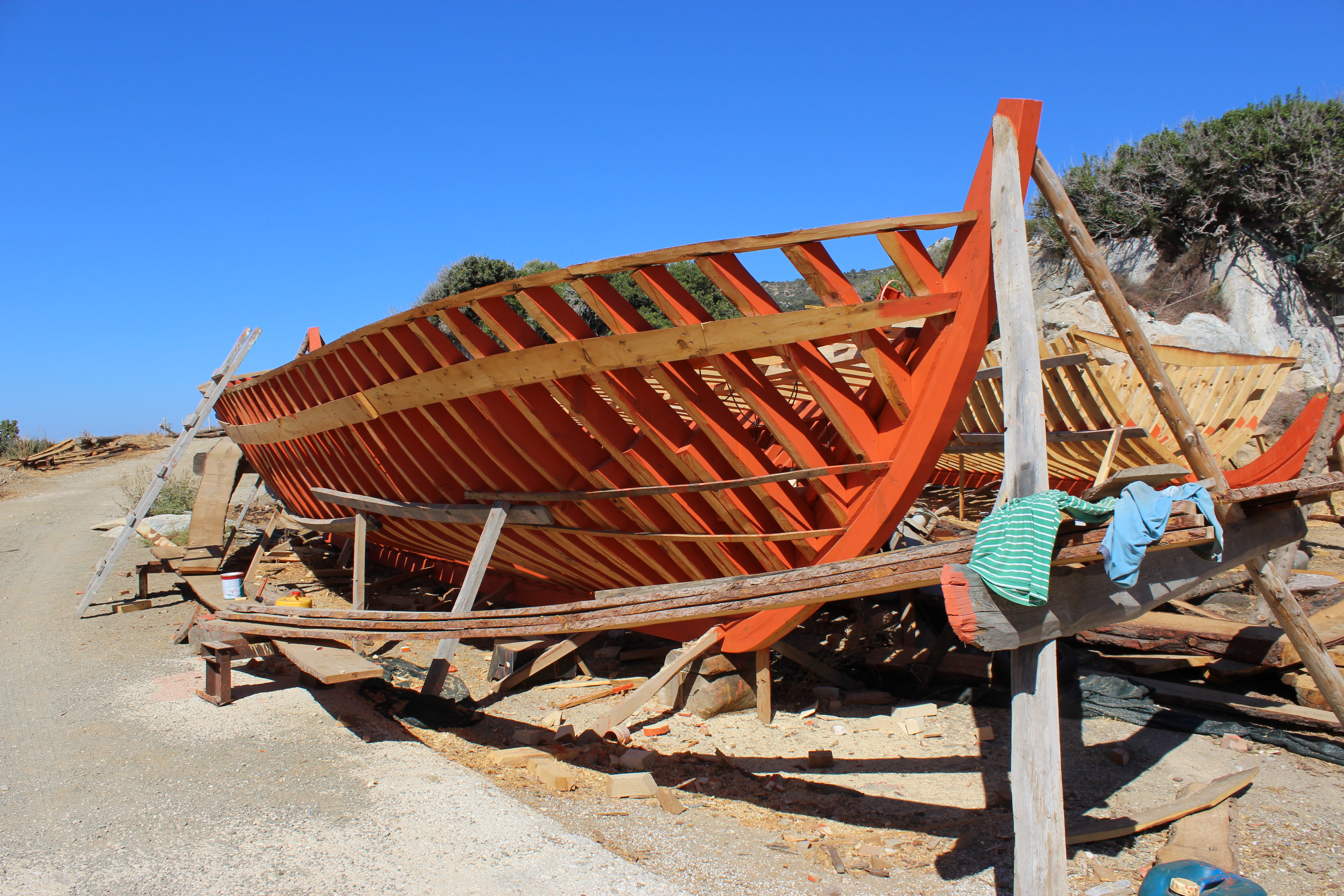
Ein Kaiki im Bau in einer Werft in Agios Isidoros, Samos

Das Kaiki (griechisch καΐκι, „a“ und „i“ getrennt gesprochen) ist der verbreitetste traditionelle Bootstyp in Griechenland. Es wird kraweelgeplankt aus Holz gebaut und ist seit zirka 50 Jahren meist mit einem einzylindrigen Diesel motorisiert. Vorher wurde es unter Segeln gefahren oder gerudert. Hauptsächlich wird es als Fischerboot verwendet, es gab und gibt aber auch Varianten zur Last- oder Personenbeförderung. Sehr oft ist ein kleines Augenpaar an den typisch geformten Bug gemalt. Die Größe eines Kaikis reicht von 5 Meter Länge bis zu 15 Meter langen Schiffen, wobei die Rumpfform mit einem Verhältnis Länge:Breite:Höhe mit 9:3:1 immer beibehalten bleibt. Sie ist auch für die erstaunliche Seetauglichkeit dieses Bootstyps verantwortlich. Kaikia werden so gut wie immer mit einer Ruderpinne gesteuert, auch die sehr großen haben meist kein Steuerrad.